# Bittacus chilensis
Bittacus chilensis är en näbbsländeart som beskrevs av Johann Christoph Friedrich Klug 1838. Bittacus chilensis ingår i släktet Bittacus och familjen styltsländor. Inga underarter finns listade i Catalogue of Life.